# ختم (شرق آسيا)

ختم إمبراطور مينغ العظيم.

يستخدم الختم في شرق آسيا في بعض الأحيان من الأفراد عوضاً عن التوقيع على الوثائق والمستندات الشخصية، أو الأوراق المكتبية أو العقود أو الأعمال الفنية أو أي أغراض أخرى. بدأ استخدام الأختام لهذا الغرض في الصين، وكان يستخدم من الأباطرة في عدة سلالات ومنها انتشر إلى دول الجوار. تطور الأمر مع تقدم التقانات وأصبح هناك تواقيع إلكترونية على هيئة أختام.
غالباً ما كانت الأختام في العهود القديمة مكونة من اللونين الأحمر والأبيض. عندما تكون المحارف باللون الأحمر والخلفية بيضاء تسمى تشووين (بالصينية 朱文)؛ وعندما تكون المحارف باللون الأبيض والخلفية حمراء تسمى باي وين (بالصينية 白文).